# Władysław Szerner

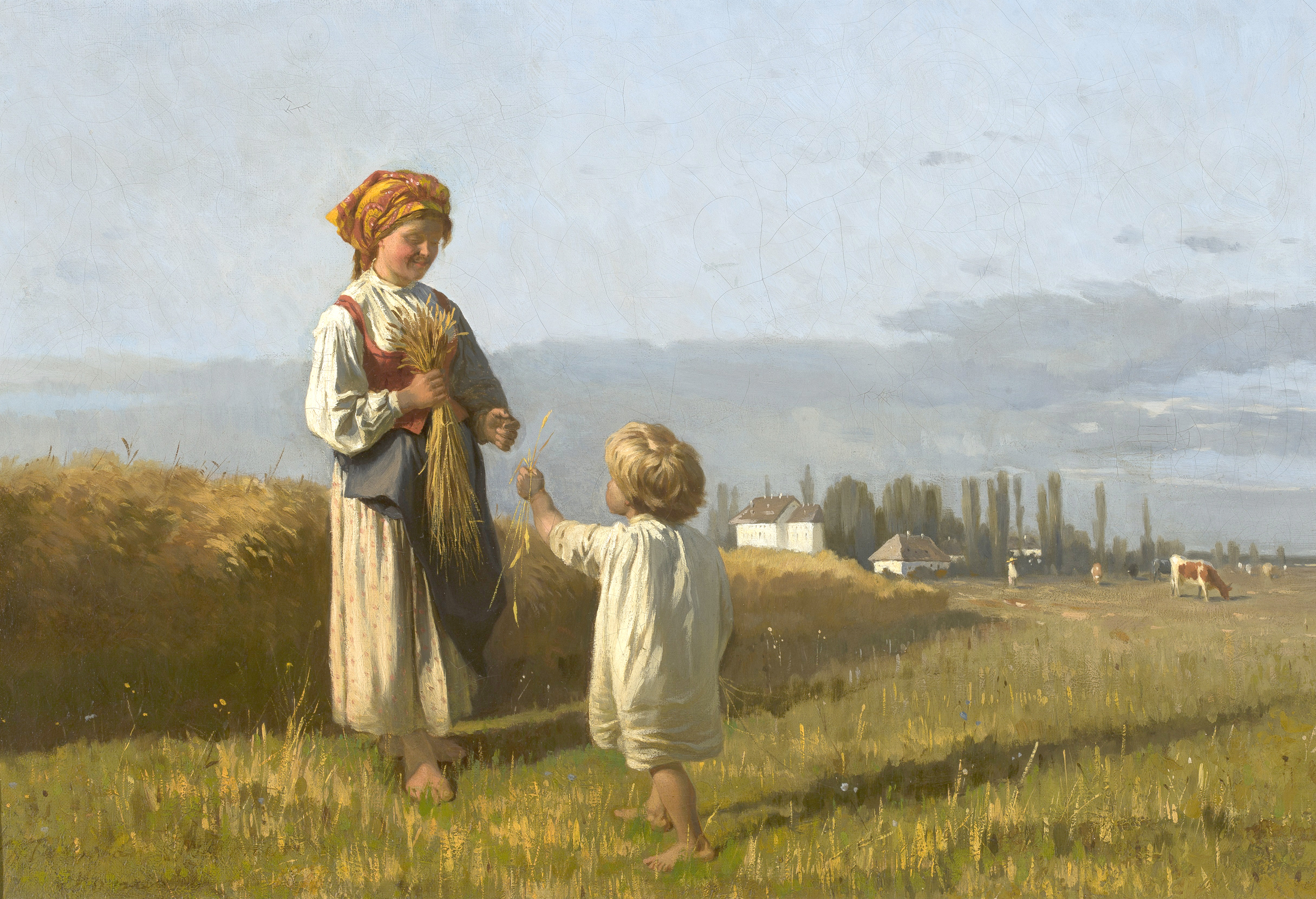
”Después de la cosecha”, ~1900, Museo Nacional de Varsovia

Władysław Szerner (Varsovia, 3 de junio de 1836-Unterhaching, 4 de enero de 1915) era un pintor polaco.
Estudió en la Academia de Bellas Artes de Varsovia desde 1862 y desde 1865 en la Academia de Bellas Artes de Múnich.
Tras terminar sus estudios, se quedó en Múnich y trabajó principalmente como pintor ecuestre.  Con su amigo Józef Brandt, viajó por Volinia y Ucrania.
Fue miembro de la Asociación de Arte de Múnich (1874-1909)
Su hijo, Władysław Karol Szerner (1870—1936), también fue pintor; solía firmar como  Władysław Szerner Jr. y a menudo copiaba obras de su padre.